# 法夫雷斯
法夫雷斯（法語：Favresse，法語發音：[favʁɛs]）是法国马恩省的一个市镇，属于维特里勒弗朗索瓦区。

## 地理
法夫雷斯（48°43'5"N, 4°44'0"E）面积10.31 平方千米，位于法国大東部大區马恩省，该省份为法国东北部内陆省份，北起阿登省，西北接埃纳省，西南接塞纳-马恩省，南至奥布省，东南接上马恩省，东临默兹省。
与法夫雷斯接壤的市镇（或旧市镇、城区）包括：布吕松、栋普勒米、埃克里耶讷、欧西涅蒙、普利尚库尔、兰斯拉布吕莱、蒂耶布勒蒙-法雷蒙、沃克莱尔。

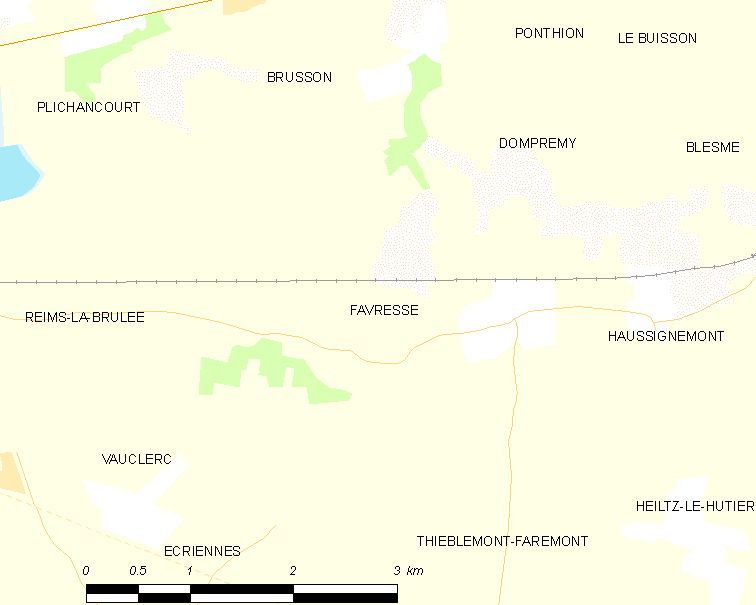
法夫雷斯的OSM定位图

法夫雷斯的时区为UTC+01:00、UTC+02:00（夏令时）。

## 行政
法夫雷斯的邮政编码为51300，INSEE市镇编码为51246。

## 政治
法夫雷斯所属的省级选区为塞迈兹莱班县。

## 人口

1962-2008年间法夫雷斯人口变化图示

法夫雷斯于2022年1月1日时的人口数量为219人。